# Turpinia megaphylla
Turpinia megaphylla là một loài thực vật có hoa trong họ Staphyleaceae. Loài này được Tul. miêu tả khoa học đầu tiên năm 1846.